# ريان ويلر
ريان ويلر (بالإنجليزية: Ryan Wheeler)‏ هو لاعب كرة قاعدة أمريكي، ولد في 10 يوليو 1988 في توررانسي في الولايات المتحدة.

## وصلات خارجية
- ريان ويلر على موقع دوري كرة القاعدة الرئيسي (الإنجليزية)
- ريان ويلر على موقعبيزبول رفرنس.كوم (الدوري الرئيسي) (الإنجليزية)
- ريان ويلر على موقعبيزبول رفرنس.كوم (الدوري الثانوي) (الإنجليزية)
- ريان ويلر على موقع إي إس بي إن.كوم (أم.أل.بي) (الإنجليزية)
- ريان ويلر على موقع مشجعي الرسوم البيانية (الإنجليزية)